# Luziânia
Luziânia là một đô thị thuộc bang Goiás, Brasil. Đô thị này có diện tích 3961,536 km², dân số năm 2007 là 187262 người, mật độ 47,3 người/km².